# Лазовский, Сергей
Сергей Лазовский (латыш. Sergejs Lazovskis; род. 19 апреля 1976, Лудза, Латвийская ССР, СССР) — тяжелоатлет, одиннадцати кратный чемпион Латвии (1988,1994, 1995, 1998—2005), рекордсмен Латвии, участник Олимпийских игр в Сиднее (18-е место).

## Биография
Сергей Лазовский родился в латгальском городе Лудза. Окончил Даугавпилсский университет. Работал учителем спорта, затем занялся предпринимательской деятельностью.. Бывший член партии ЗаПЧЕЛ. Работает методистом по спорту в Лудзенской второй средней школе. Тренирует многих знаменитых пауэрлифтеров таких как Александр Алексеев (неоднократный чемпион и рекордсмен Латвии, бронзовый призёр чемпионата мира по версии WPC 2011 года) и Эрик Силов (неоднократный чемпион и рекордсмен Латвии, в 2011 году выиграл чемпионат мира среди юношей по версии WPC, обладатель мирового рекорда среди юношей до 15 лет в приседаниях по версии WPC) и др.